# Bão Maysak (2015)
Bão Maysak, được biết đến ở Philippines với tên gọi Bão Chedeng, là một xoáy thuận nhiệt đới xuất hiện sớm đầu mùa mạnh bất thường; đây là cơn bão mạnh nhất trong giai đoạn trước tháng 4 trên Tây Bắc Thái Bình Dương từng được ghi nhận. Những khu vực chịu tác động của Maysak là Yap, Chuuk thuộc Liên bang Micronesia, và Philippines.
Là cơn bão thứ tư được đặt tên của mùa bão Tây Bắc Thái Bình Dương 2015, Maysak đã phát triển thành một áp thấp nhiệt đới trong ngày 26 tháng 3, và bão nhiệt đới ngày hôm sau. Theo Cơ quan Khí tượng Nhật Bản (JMA), Maysak đã mạnh lên thành cơn bão cuồng phong thứ hai trong năm vào ngày 28. Trong ngày 31, cơn bão tăng cường mạnh mẽ thành siêu bão cấp 5. Sau khi duy trì cường độ tối đa trong vòng 24 giờ, Maysak suy yếu và đổ bộ lên Luzon, Philippines với cường độ bão nhiệt đới yếu, rồi tan không lâu sau đó. Cái tên Maysak có nguồn gốc từ tên một loài cây và được đề xuất bởi Campuchia.
Maysak là nguyên nhân chịu trách nhiệm cho ít nhất 4 trường hợp thiệt mạng, tối đa là 9, tại Liên bang Micronesia; cùng với tổn thất lớn. Theo những ước tính của Hội Chữ thập Đỏ, đã có khoảng 5.000 người trong hoàn cảnh tuyệt vọng cần thực phẩm, nước uống, nơi ở, và cần viện trợ khẩn cấp. Người điều hành Hiệp hội Hàng Hải Thái Bình Dương Melinda Espinosa nói: "Hầu hết các kết cấu bằng bê tông chịu đựng được cơn bão nhưng mọi thứ khác thì đều bị hư hỏng."

## Lịch sử khí tượng
Nguồn gốc của bão Maysak có thể theo dõi bắt đầu từ một vùng áp suất thấp hình thành trên khu vực phía Đông Nam quần đảo Marshall vào ngày 23 tháng 3. Hệ thống sau đó trôi dạt chậm về phía Tây Bắc và hai ngày sau nó đã trở nên có tổ chức hơn. Vào ngày 25, Trung tâm Cảnh báo Bão Liên hợp (JTWC) thông báo khả năng hình thành nên xoáy thuận nhiệt đới là ở mức trung bình. Ngày hôm sau, Cơ quan Khí tượng Nhật Bản (JMA) đã bắt đầu theo dõi hệ thống như là một áp thấp nhiệt đới. Sang ngày 27, JTWC cũng phân loại hệ thống là áp thấp nhiệt đới, và họ chỉ định cho nó ký hiệu 04W. Di chuyển theo hướng Tây - Tây Bắc, vùng trung tâm áp thấp nhiệt đới trở nên ngày một củng cố với dải đối lưu bao bọc vào bên trong, và JTWC đã nâng cấp nó lên thành bão nhiệt đới trong cùng ngày. Cuối ngày, JMA cũng nâng cấp hệ thống lên thành bão nhiệt đới, và họ đặt tên cho nó là Maysak. Vào ngày 28, hình ảnh vệ tinh sóng ngắn tiết lộ một mắt bão với khối mây trung tâm dày đặc che mờ đi hầu hết các đặc điểm. Cơn bão di chuyển theo hướng Tây dọc theo rìa của áp cao cận nhiệt, và đó là lúc JMA nâng cấp nó thành bão nhiệt đới dữ dội. Mắt bão dần trở nên rõ nét hơn cùng đối lưu sâu duy trì ở góc phần tư phía Đông Nam của cơn bão; khối mây trung tâm cũng trở nên đồng nhất hơn, và trong ngày hôm đó JMA đã nâng cấp Maysak lên thành bão cuồng phong.

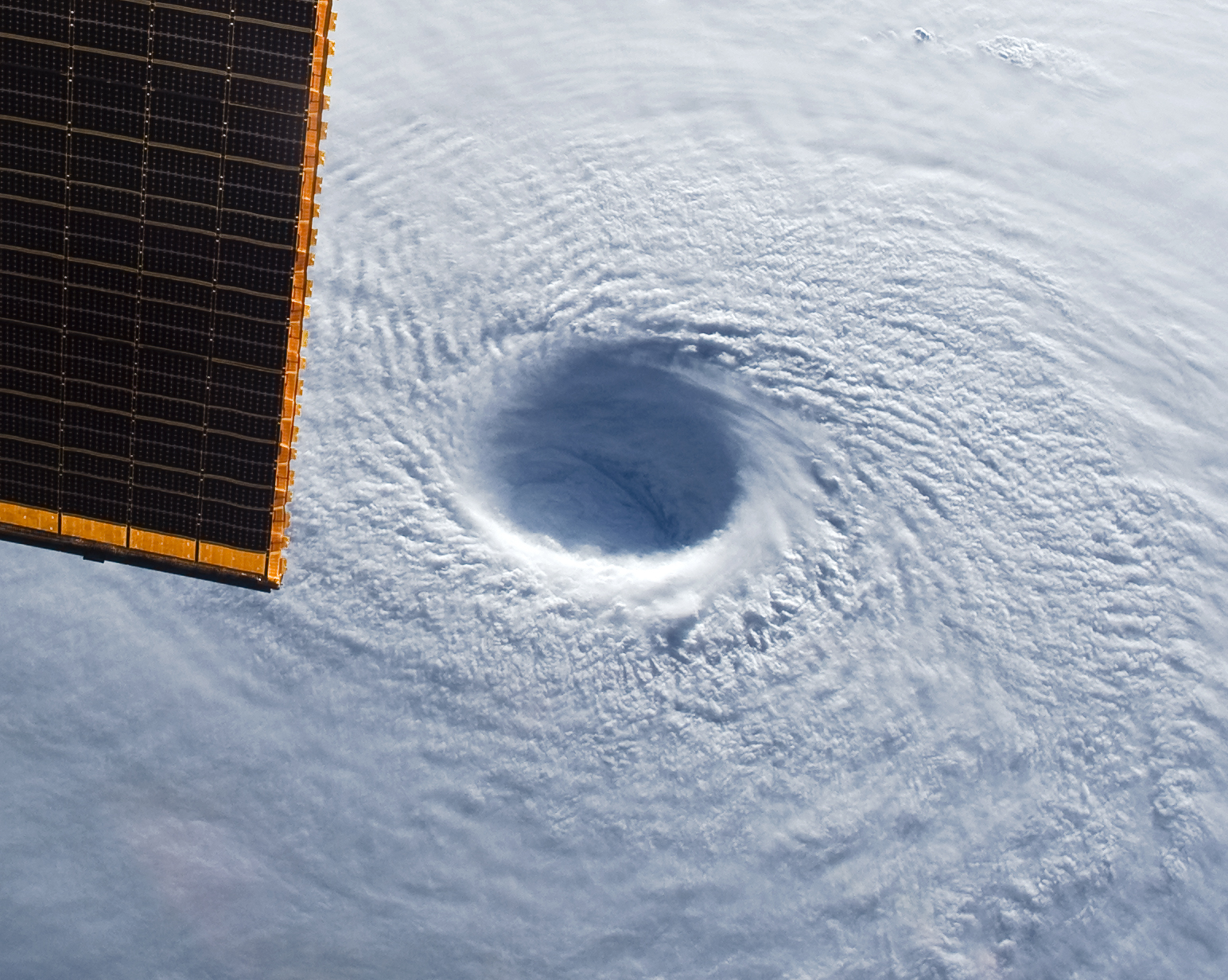
Mắt của Maysak nhìn từ Trạm vũ trụ Quốc tế (ISS).

Trên quỹ đạo di chuyển theo hướng Tây, Maysak phát triển ra dòng thổi ra tỏa tròn ổn định, được tăng cường bởi dòng thổi phía Bắc mạnh. Bất chấp những điều kiện thuận lợi, độ đứt gió theo chiều thẳng đứng ở mức trung bình đã ngăn không cho cơn bão mạnh lên nhanh chóng. Trong ba ngày tiếp theo Maysak tiếp tục di chuyển theo hướng Tây - Tây Bắc. Vào ngày 30, mắt của cơn bão trở nên trông thấy rõ nét, với những dải đối lưu quấn chặt vào thành mắt bão. Sau khi độ đứt gió theo chiều thẳng đứng giảm xuống, Maysak tăng cường mạnh mẽ; chỉ trong vòng 6 tiếng từ bão cấp 1 nó đã đạt đến cường độ bão cấp 4 trong thang Saffir-Simpson (SSHWS) với vận tốc gió 230 km/giờ (145 dặm/giờ), cùng một con mắt có bề rộng 30 km (19 dặm). Sang ngày 31, Maysak tiếp tục mạnh thêm, trở thành siêu bão cấp 5 trong thang SSHWS, với vận tốc gió duy trì một phút 260 km/giờ (160 dặm/giờ). Không lâu sau, JMA đánh giá Maysak đạt đỉnh với vận tốc gió duy trì 10 phút 215 km/giờ (130 dặm/giờ) cùng áp suất trung tâm 905 mbar (hPa; 26,73 inHg). Mặc dù sau này khi phân tích lại JMA đã hạ thấp cường độ cơn bão, với các giá trị áp suất và vận tốc gió lần lượt điều chỉnh là 910 mbar (hPa; 26,87 inHg) và 195 km/giờ (120 dặm/giờ), đó vẫn là đủ để giúp Maysak trở thành cơn bão Tây Bắc Thái Bình Dương mạnh nhất từng được ghi nhận trong tháng 3. Vào một khoảng thời điểm, Maysak đã có một con mắt rất tròn với một "chiếc nhẫn" mây đối lưu đồng nhất bao quanh, thiếu đi đối lưu bên ngoài "chiếc nhẫn", đó là những đặc điểm của xoáy thuận nhiệt đới hình khuyên. Đến ngày 1 tháng 4, JTWC báo cáo rằng mắt bão đã mở rộng với đường kính 40 km (25 dặm) sau khi Maysak trải qua chu trình thay thế thành mắt bão. Cùng thời điểm, JMA thông báo Maysak bắt đầu suy yếu. Những hình ảnh vệ tinh hồng ngoại cho thấy chiếc nhẫn đối lưu xung quanh mắt đã bắt đầu giảm cấp, với nhiệt độ đỉnh mây tăng lên; cùng với đó nhiệt độ trong mắt bão cũng giảm dần. Sau 24 giờ ở cường độ bão cấp 5, JTWC đã hạ vận tốc gió của Maysak xuống 240 km/giờ (150 dặm/giờ), tương ứng trạng thái siêu bão cấp 4.

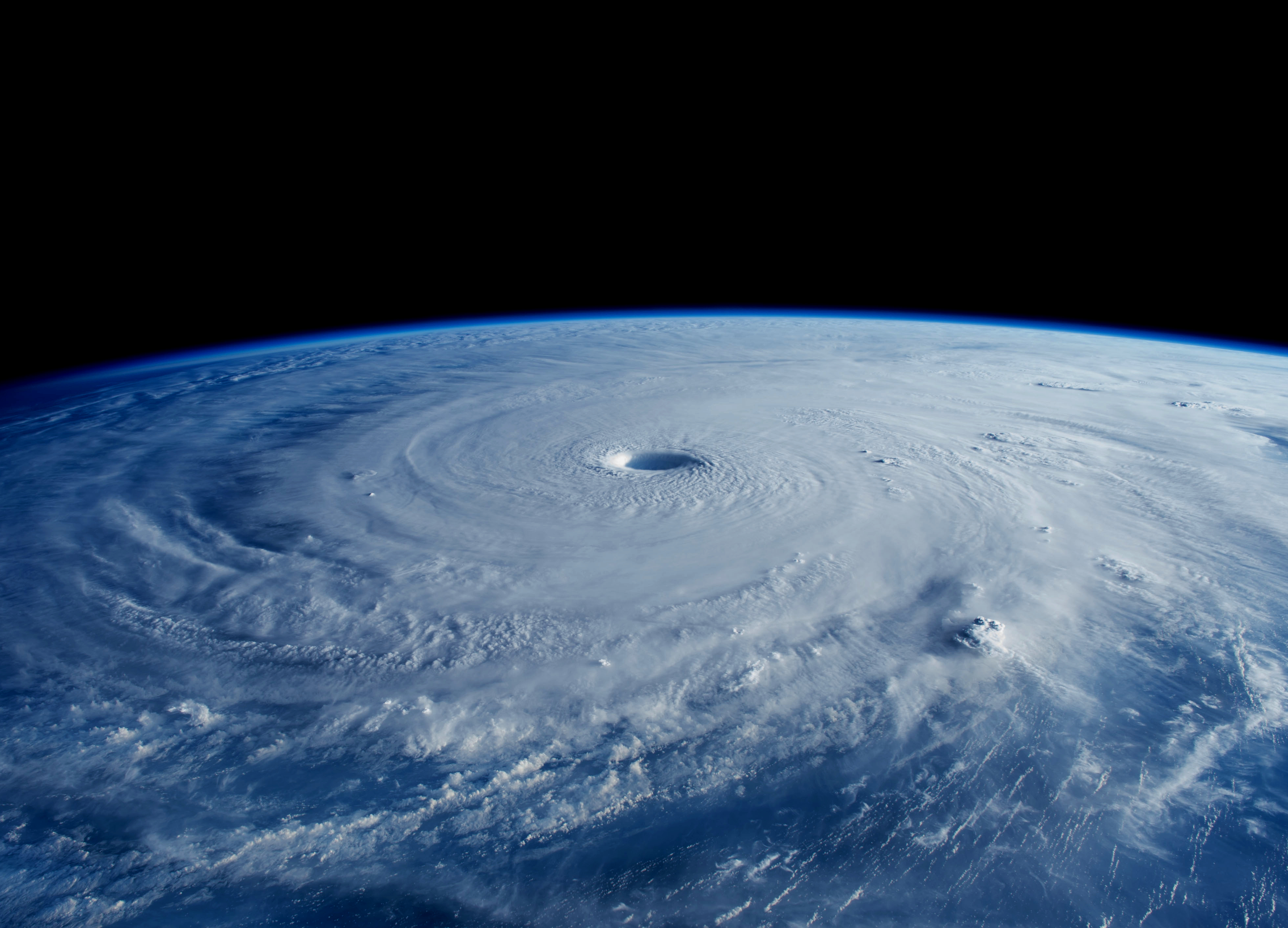
Bão Maysak nhìn từ vệ tinh ngày 31 tháng 3 với cường độ cao nhất

Những điều kiện môi trường trên tầng cao bắt đầu xấu đi, và không khí khô đã xâm nhập vào trong cơn bão. Vào thời điểm 15:00 UTC ngày 1 tháng 4, JTWC báo cáo rằng đối lưu ở phần phía Nam đã suy yếu trầm trọng. Cùng khoảng thời gian đó, Maysak đi vào Khu vực Trách nhiệm của Philippines, và Cục quản lý Thiên văn, Địa vật lý và Khí quyển Philippines (PAGASA) bắt đầu theo dõi hệ thống. Tổ chức này đã đặt cho cơn bão một cái tên địa phương là Chedeng. Cuối ngày, lượng không khí khô xâm nhập vào tăng lên, và Maysak tiếp tục suy yếu. Cấu trúc mây đối lưu tổng quan của cơn bão xuống cấp với hầu hết đối lưu mạnh chỉ tập trung ở phần phía Bắc. Sang ngày mùng 2, mắt bão đã mở rộng hơn tới đường kính 50 km (31 dặm) cùng với không khí khô cuốn vào tâm. Bên cạnh đó Maysak còn gặp phải độ đứt gió mạnh ở phía Tây, kết quả khiến đối lưu sâu tan biến toàn bộ, và thành mắt bão suy yếu, chủ yếu ở phần phía Nam. Mắt bão cũng trở nên bị che khuất vào cuối ngày hôm đó. Vào ngày 5 tháng 4, sau một thời gian tiếp tục suy yếu, Maysak đổ bộ lên Luzon với cường độ bão nhiệt đới. Chỉ vài giờ sau, hệ thống đã bị giáng cấp xuống thành áp thấp nhiệt đới, trước khi tan trên Biển Đông trong ngày hôm sau.

## Tác động

### Liên bang Micronesia

Maysak đi qua phía bắc đảo Yap với cường độ cao nhất

Bão Maysak đã gây ra những thiệt hại to lớn trên toàn Liên bang Micronesia (FSM), với Chuuk và Yap chịu ảnh hưởng nặng nề. Thiệt hại của nông nghiệp là rất lớn, với 90 phần trăm đất trồng chuối, lúa mì và cây trồng bị phá hủy ở tiểu bang Chuuk và Yap. Đã có 281 căn nhà bị phá hủy và 300 ngôi nhà khác bị hư hỏng. Theo Cơ quan Phát triển Quốc tế Hoa Kỳ (USAID), tổng số 29.000 người bị ảnh hưởng trực tiếp bởi cơn bão và thiệt hại trong toàn liên bang lên đến 8,5 triệu USD. Có bốn người chết và mười người bị thương liên quan đến cơn bão.

### Philippines

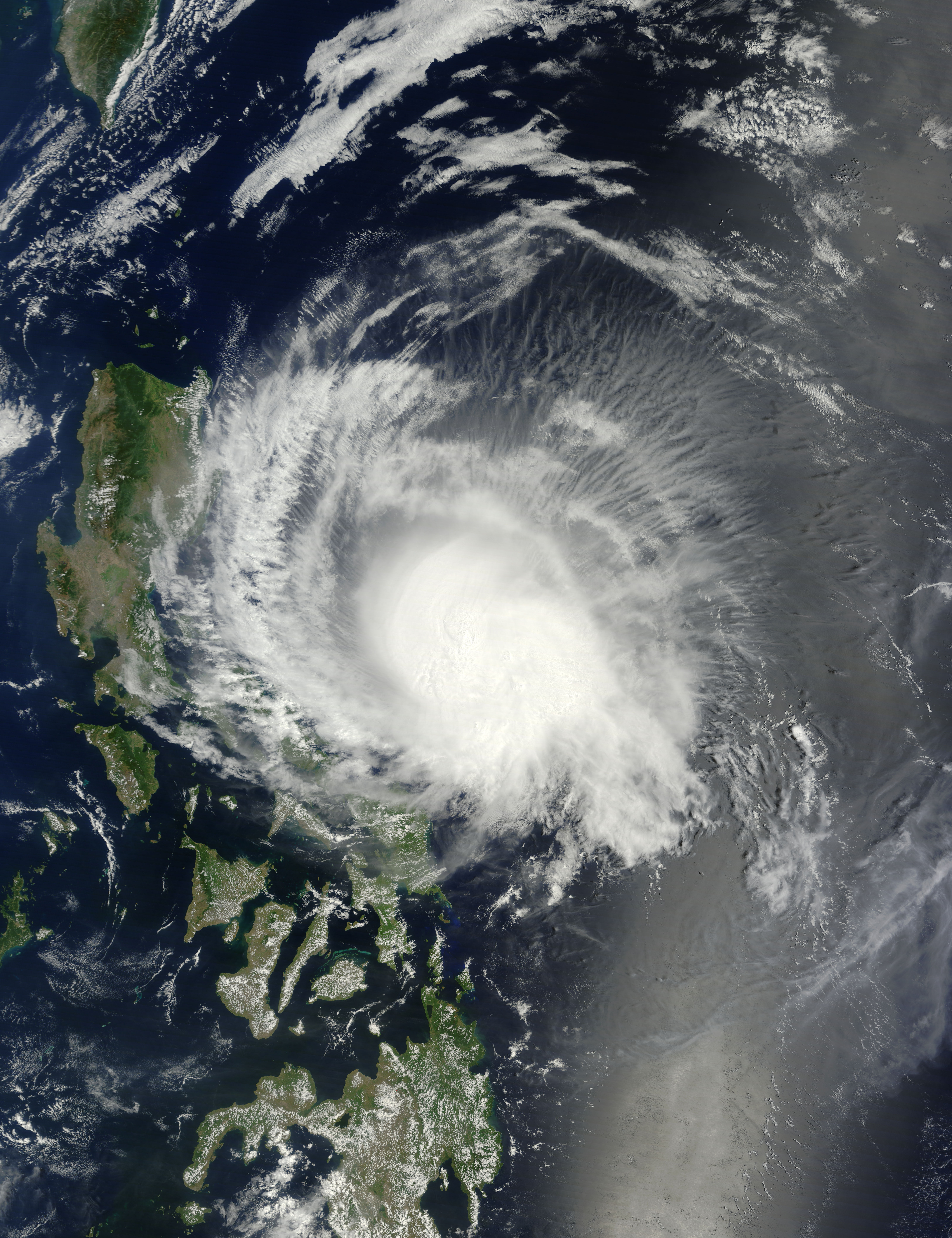
Bão Maysak đổ bộ vào Luzon, Philippines ngày 4 tháng 4

Trước bão, hơn 24.000 người đã di tản khỏi tỉnh Aurora đông bắc Philippines. Nhiều đài phát thanh, thông thường đóng cửa trong suốt Lễ Phục Sinh, vẫn hoạt động để phát sóng về cơn bão. Các quan chức đưa ra cảnh báo bão, và quân đội ở trạng thái sẵn sàng. Các bãi biển đã đóng cửa, các tàu thuyền được yêu cầu ở lại cảng, và 10 chuyến bay đã bị hủy.